# Албул Анатолій Михайлович
Анатолій Михайлович Албул (нар. 1 червня 1936 (за іншими даними 4 червня 1936), Ленінград — 13 серпня 2013, Санкт-Петербург) — радянський борець вільного стилю, бронзовий призер Олімпійських ігор, срібний призер чемпіонату світу, володар Кубка світу, неодноразовий чемпіон та призер чемпіонатів СРСР. Заслужений майстер спорту СРСР (1966).

## Біографія
Народився у Ленінграді 1936 року. Боротьбою почав займатися 1952 року. Вже 1955 року завоював друге місце на чемпіонаті СРСР. Потім на чемпіонатах СРСР боровся з перемінним успіхом (всього виступав на 14 чемпіонатах). 1958 року став володарем Кубка світу.
1960 року на чемпіонаті СРСР зайняв лише третє місце, але був відібраний для участі в олімпійських іграх.
На Літніх Олімпійських іграх 1960 року у Римі боровся у ваговій категорії до 87 кілограмів (напівважка вага). Переможець визначався за мінімальною кількостю штрафних балів: за чисту перемогу (туше) штрафні бали не нараховувалися, за перемогу за рішенням суддів нараховувався 1 штрафний бал; за чисту поразку нараховувалися 4 штрафних бали, за поразку за очками нараховувалися 3 штрафних бали, за нічию 2 штрафних бали. Спортсмен, який отримав до фінальних сутичок 6 штрафних балів, вибував з турніру. Коли залишалося три або менше борців, вони розігрували між собою медалі.
У сутичках:
- у першому колі виграв рішенням суддів у Ойгена Гольцера (Швейцарія) та отримав 1 штрафний бал;
- у другому колі виграв рішенням суддів у Валчев Костова (Болгарія) та отримав 1 штрафний бал;
- у третьому колі на 12-й хвилині поклав на лопатки Цезара Ферререса (Венесуела);
- у четвертому колі програв рішенням суддів Ісмету Атлі (Туреччина) та отримав 3 штрафних бали;
- у п'ятому колі виграв рішенням суддів у Дена Бранда (США) та отримав 1 штрафний бал.

Маючи 6 штрафних балів вийшов у фінальну частину змагань.
У сутичці за третє місце з Вікінгом Палм була зафіксована нічия, що дозволило Албулу посісти третє місце.
Після олімпійських ігор нарешті стає чемпіоном СРСР 1962 року і 1963 року відстоює титул.
Закінчив інститут імені П. Ф. Лесгафта.
З 1965 по 1974 рік був викладачем ВМУ підводного плавання ім. Ленінського комсомолу. З 1974 по 1987 рік викладач Військового інженерного Червонопрапорного інституту імені А. Ф. Можайського.. Був головою некомерційної організації «Санкт-Петербурзький центр фізичної культури та здоров'я дітей, молоді, інвалідів та ветеранів спорту Анатолія Албул».